# 夏尔·安齐热
夏尔·安齐热（法語：Charles Huntziger，法語發音：[ʃaʁl œ̃tsiʒe]，1880年6月25日—1941年11月11日），第一次和第二次世界大战期间的法国陆军将军。安齐热出生于法国莱斯讷旺的一个德裔家庭。1900年，安齐热从圣西尔军校毕业并加入了殖民地步兵团。在第一次世界大战期间，他曾在中东战场服役，是盟军远征军的军事行动参谋长。1918年，他参与了路易·弗朗谢·德斯佩雷将军对德国和保加利亚军队的瓦尔达尔攻势，这场攻势引领了盟军的胜利和1918年10月的穆兹罗斯停战协定的签署。
1924年，安齐热在中国任天津租界部队司令。
1933年，安齐热被任命为法属叙利亚托管地部队的总司令。他参加了关于将法属叙利亚的亚历山大勒塔桑贾克（今土耳其哈塔伊省）割让给土耳其事宜的谈判。他于1938年加入战争最高委员会。
在第二次世界大战爆发时，他最初指挥法国第2軍團（2e armée），之后是阿登的第4集團軍（4e groupe d'armées ），他在阿登的種種行徑和猶疑被認為是法國戰敗的關鍵性原因之一。1940年6月16日，菲利普·贝当的新内阁决定停战。安齐热领导法国方面的停战谈判，但他未能减轻停战的严厉条款:332-6。

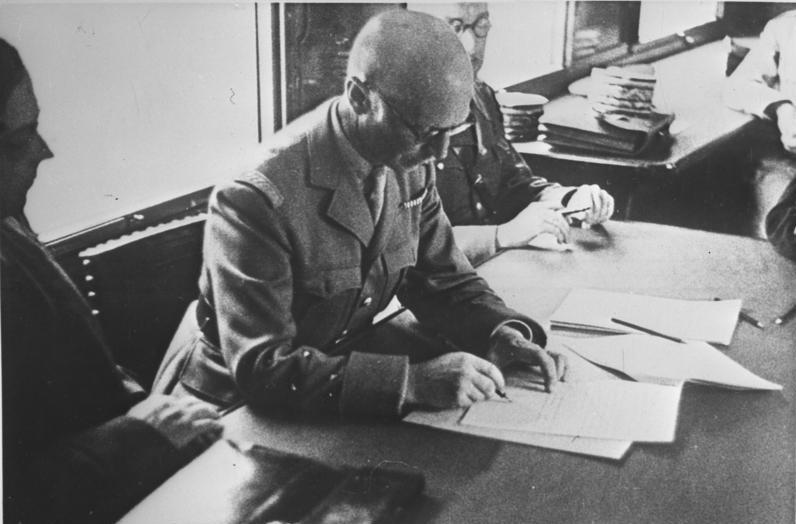
夏尔·安齐热将军代表法国签署停战协议

6月25日停战后，安齐热成为维琪政府的陆军总司令。他于1940年9月6日成为国防部长，任职至1941年8月11日。他是1940年10月3日签署了反犹（不针对来自军队的九名犹太裔将军）的《犹太人条令》的签署人之一，另外几位是菲利普·贝当、皮埃尔·赖伐尔、拉斐尔·阿利贝尔、马塞尔·佩鲁东、保罗·博杜安、伊夫·布蒂利耶和弗朗索瓦·达尔朗。
安齐热于1941年11月11日因空难去世。在巡视法国北非殖民地返回途中，其飞机在加尔省勒维冈附近坠毁:397。他的葬礼于1941年11月15日在维希大教堂举行。安齐热葬于在巴黎的帕西公墓。
他的遗孀是维琪政权的法兰克战斧勋章的第一个获授者。